# مايك ماسون (لاعب كرة قاعدة)
مايك ماسون (بالإنجليزية: Mike Mason)‏ هو لاعب كرة قاعدة أمريكي، ولد في 21 نوفمبر 1958 في فيرباولت في الولايات المتحدة.

## وصلات خارجية
- مايك ماسون على موقعبيزبول رفرنس.كوم (الدوري الرئيسي) (الإنجليزية)
- مايك ماسون على موقعبيزبول رفرنس.كوم (الدوري الثانوي) (الإنجليزية)
- مايك ماسون على موقع مشجعي الرسوم البيانية (الإنجليزية)